# Верховцы (Могилёвская область)
Верховцы (бел. Вярхоўцы) — деревня в Кричевском районе Могилёвской области Белоруссии. Входит в состав Ботвиновского сельсовета.

## География
Деревня находится в северо-восточной части Могилёвской области, в пределах Оршанско-Могилёвской равнины, на правом берегу реки Волчес, на расстоянии примерно 17 километров (по прямой) к северо-западу от Кричева, административного центра района. Абсолютная высота — 162 метра над уровнем моря.

## История
В конце XVIII века село Верховцы входило в состав Мстиславского воеводства Великого княжества Литовского. Действовала униатская церковь.
Согласно «Списку населенных мест Могилёвской губернии» 1910 года издания населённый пункт входил в состав Верховецкого сельского общества Белицкой волости Чериковского уезда Могилёвской губернии. В деревне имелось 40 дворов и проживало 159 человек (70 мужчин и 89 женщин).